# Toronto Coach Terminal

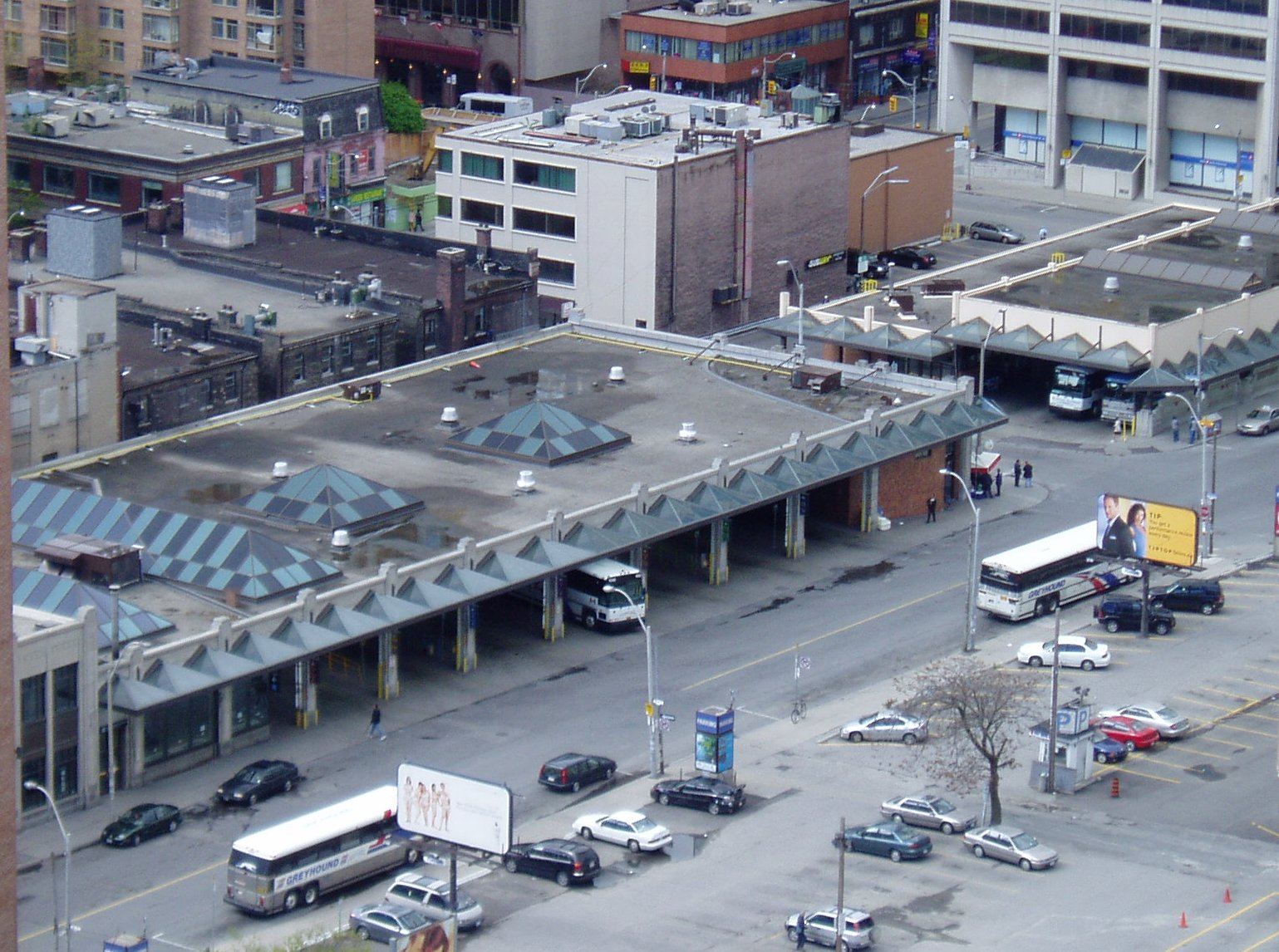
Vista do terminal.

Toronto Coach Terminal é o principal terminal rodoviário de Toronto, Ontário, Canadá.
Está localizado na Bay Street 610, no centro da cidade.
Foi inaugurado em 1931.

## Galeria

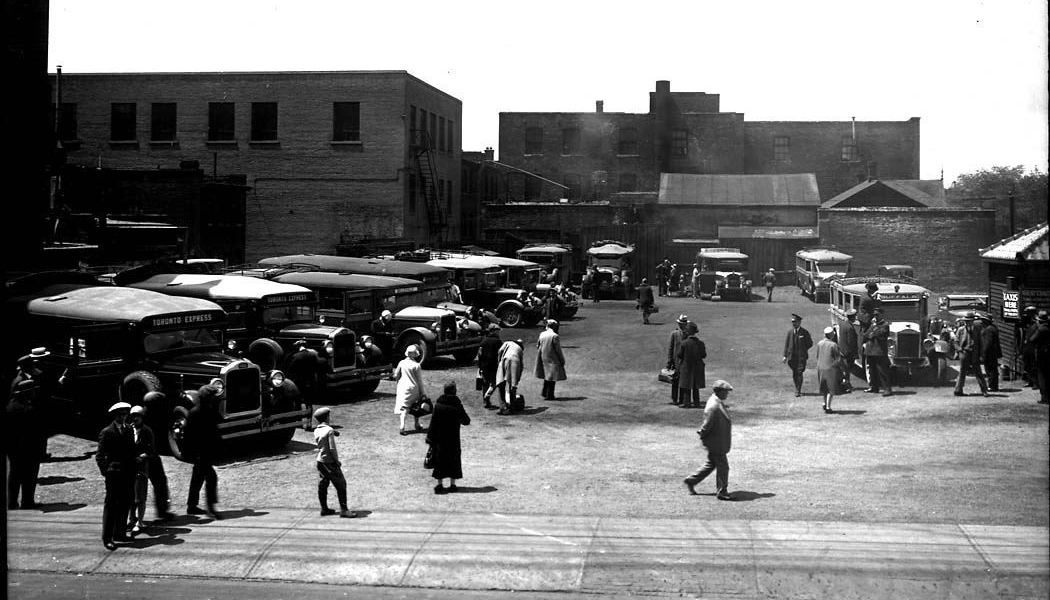
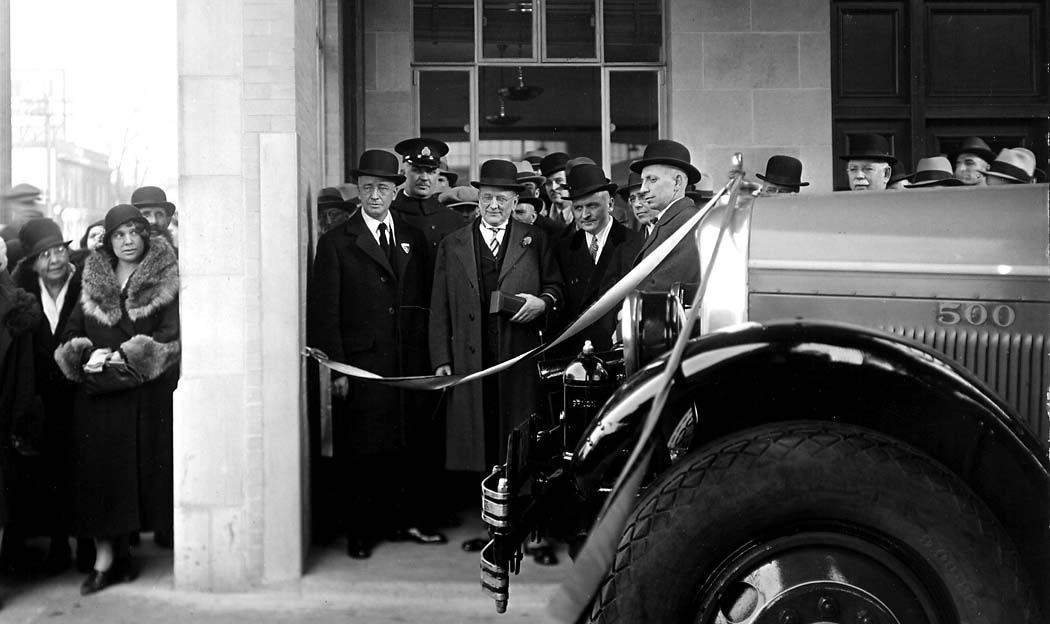
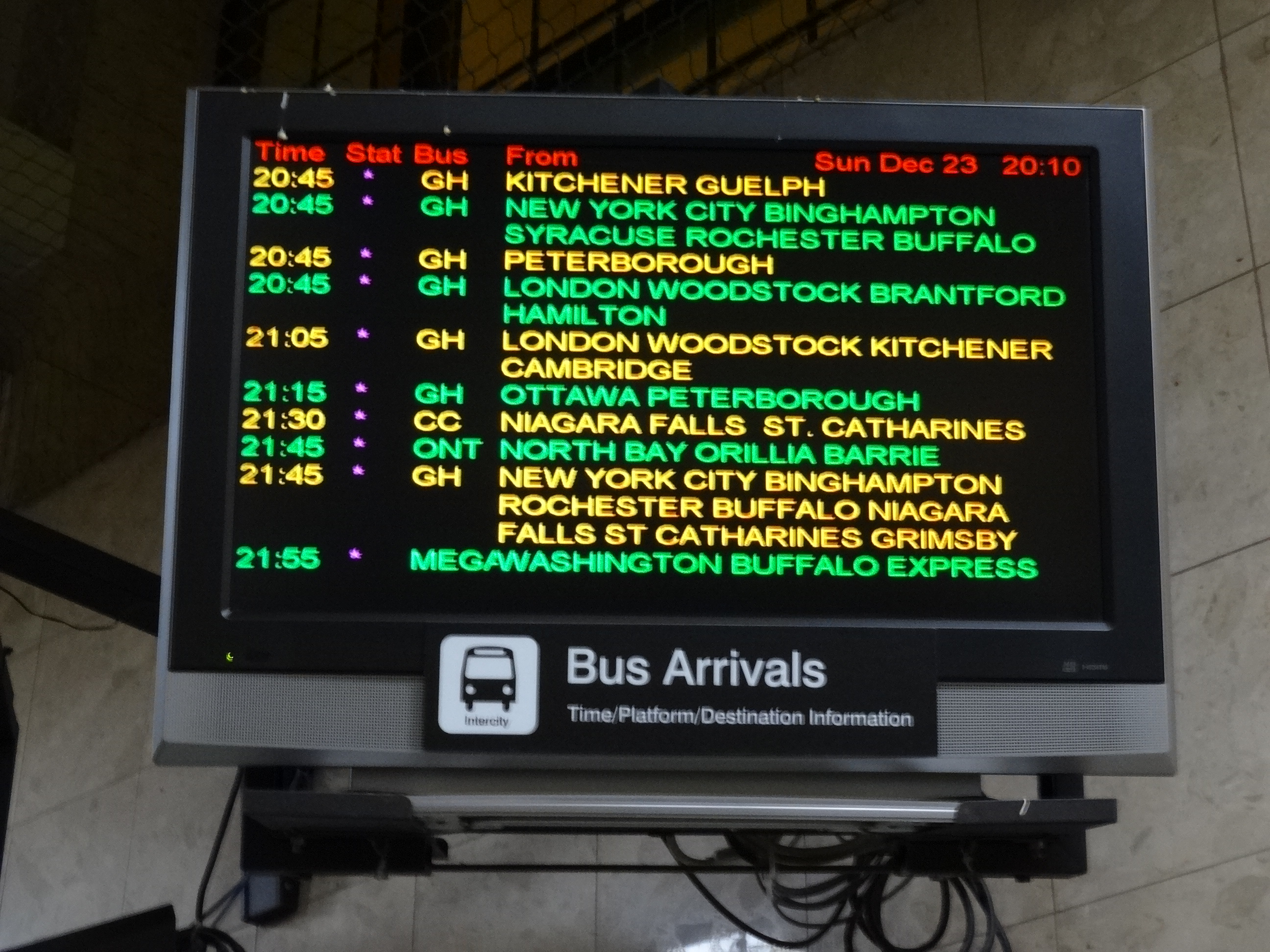
Tela dentro da rodoviária
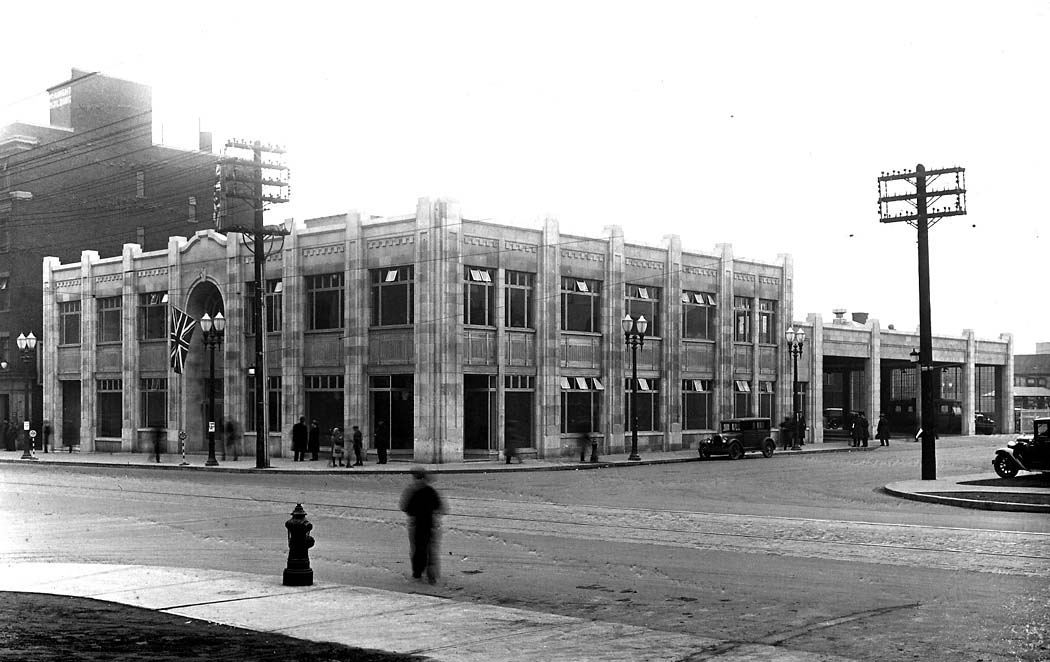
Vista externa em 1931
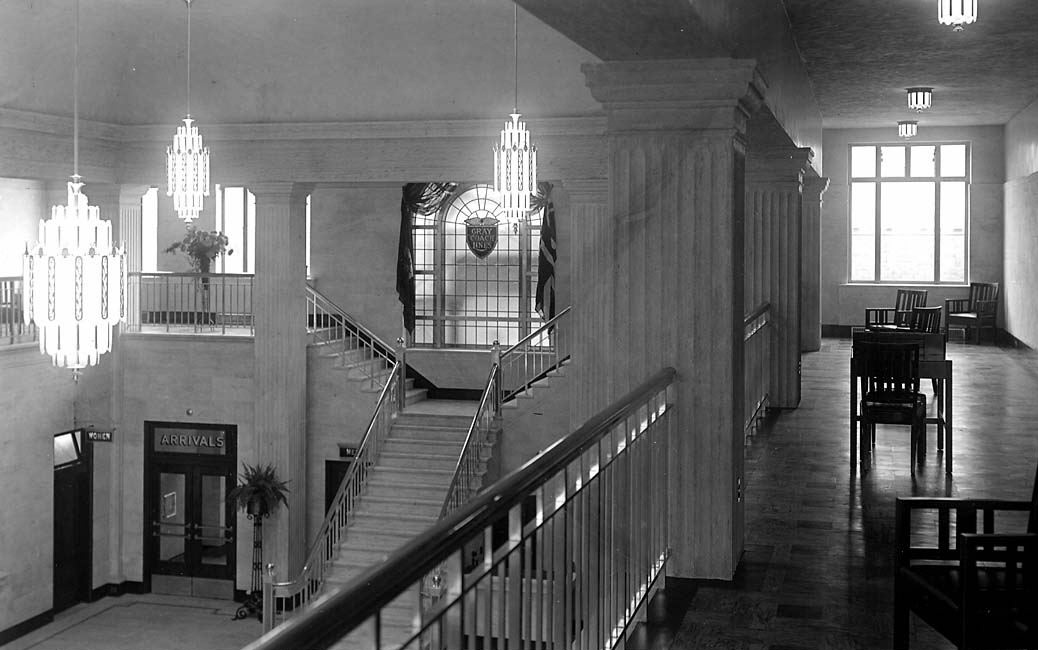
Interior, em 1931
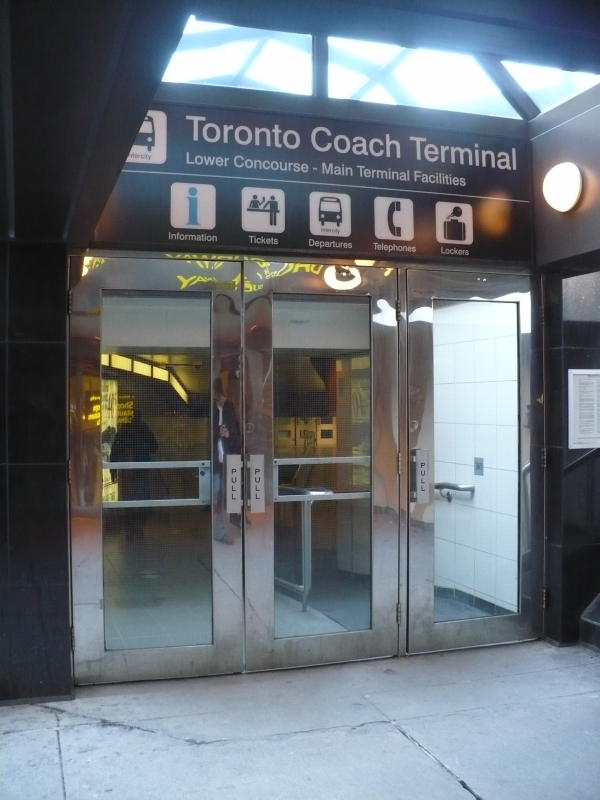
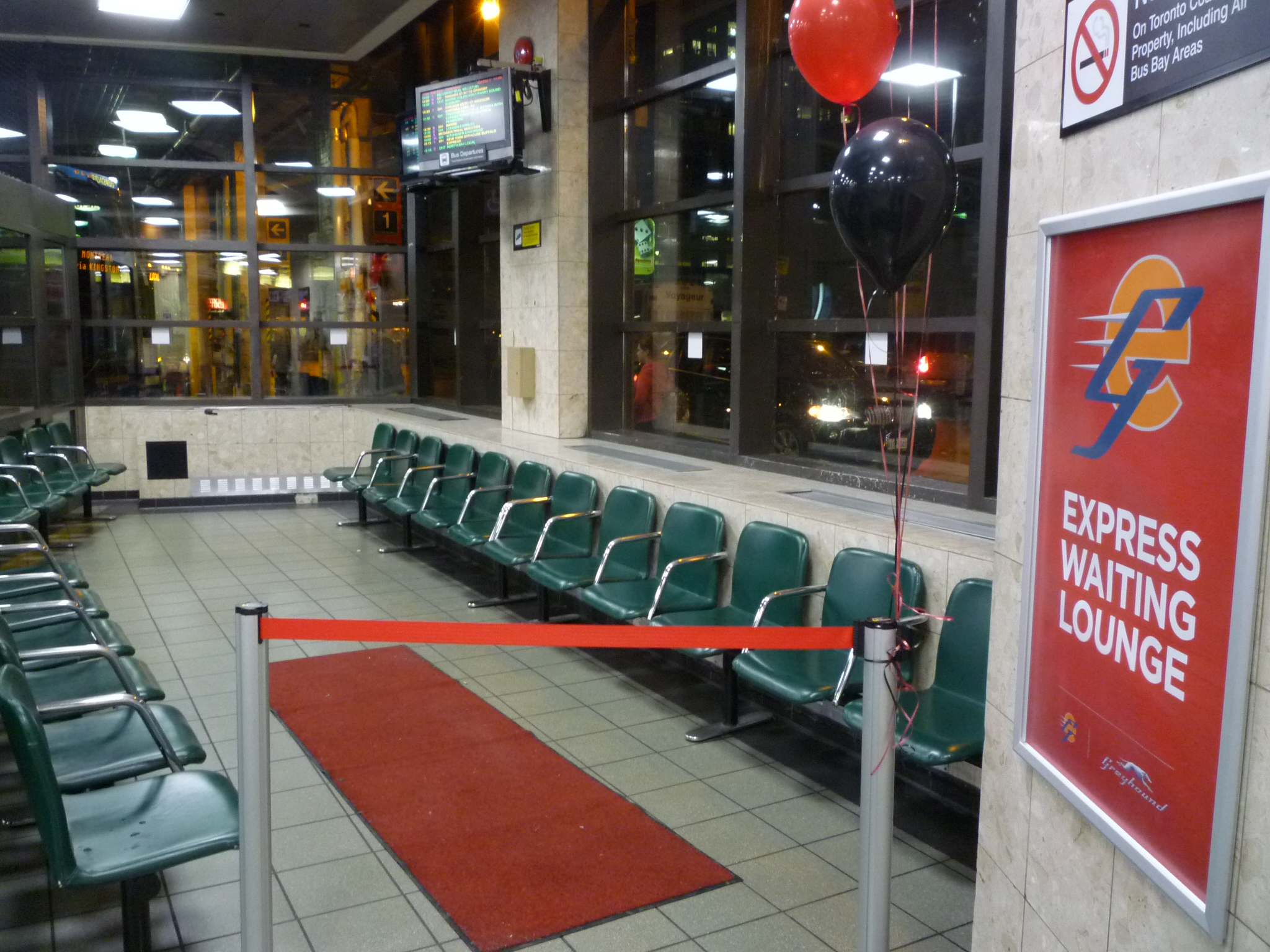